# OR4K2
OR4K2 (англ. Olfactory receptor family 4 subfamily K member 2) – білок, який кодується однойменним геном, розташованим у людей на короткому плечі 14-ї хромосоми. Довжина поліпептидного ланцюга білка становить 314 амінокислот, а молекулярна маса — 35 357.
| 10         |  | 20         |  | 30         |  | 40         |  | 50         |
| ---------- |  | ---------- |  | ---------- |  | ---------- |  | ---------- |
| MDVGNKSTMS |  | EFVLLGLSNS |  | WELQMFFFMV |  | FSLLYVATMV |  | GNSLIVITVI |
| VDPHLHSPMY |  | FLLTNLSIID |  | MSLASFATPK |  | MITDYLTGHK |  | TISFDGCLTQ |
| IFFLHLFTGT |  | EIILLMAMSF |  | DRYIAICKPL |  | HYASVISPQV |  | CVALVVASWI |
| MGVMHSMSQV |  | IFALTLPFCG |  | PYEVDSFFCD |  | LPVVFQLACV |  | DTYVLGLFMI |
| STSGIIALSC |  | FIVLFNSYVI |  | VLVTVKHHSS |  | RGSSKALSTC |  | TAHFIVVFLF |
| FGPCIFIYMW |  | PLSSFLTDKI |  | LSVFYTIFTP |  | TLNPIIYTLR |  | NQEVKIAMRK |
| LKNRFLNFNK |  | AMPS       |  |            |  |            |  |            |

A: Аланін

C: Цистеїн

D: Аспарагінова кислота

E: Глутамінова кислота

F: Фенілаланін

G: Гліцин

H: Гістидин

I: Ізолейцин

K: Лізин

L: Лейцин

M: Метіонін

N: Аспарагін

P: Пролін

Q: Глутамін

R: Аргінін

S: Серин

T: Треонін

V: Валін

W: Триптофан

Кодований геном білок за функціями належить до рецепторів, g-білокспряжених рецепторів, білків внутрішньоклітинного сигналінгу. 
Локалізований у клітинній мембрані, мембрані.